# Мисти (персонаж «Покемона»)
Мисти (яп. カスミ касуми, англ. Misty) — персонаж серии игр, аниме и манги «Покемон». Она является тренером покемонов и лидером стадиона города Церулина, специализирующимся на покемонах водного типа. В первых пяти сезонах аниме-сериала она является одним из главных героев и путешествует вместе с Эшем и Броком.

## Появления

### В играх
Впервые Мисти появляется в играх Pokémon Red и Blue, где её нужно победить по сюжету как лидера стадиона города Церулина, чтобы заполучить один из восьми значков, тем не менее она не играет большой роли в сюжете. Впоследствии она появляется в адд-оне Red и Blue Pokémon Yellow, в их ремейках Pokémon FireRed и LeafGreen, в продолжениях этих игр: Pokémon Gold, Silver, Crystal и их ремейках Pokémon HeartGold и SoulSilver, а также в Pokémon Stadium, Pokémon Stadium 2 и в Pokémon Black 2 и White 2. Помимо этого, Мисти появлялась в других играх: в Pokémon Puzzle League и в качестве эпизодической роли в файтинге-кроссовере Super Smash Bros. Melee.

### В аниме
Мисти — младшая из четырёх сестёр, заведующих стадионом города Церулин, что в регионе Канто. Обычно Мисти оптимистична и весела, но крайне вспыльчива и достаточно часто выходит из себя. Мисти крайне боится покемонов-насекомых. Её цели на протяжении оригинальных серий не были ясны, кроме той, что она хотела стать лучшим тренером водных покемонов.
Устав от надменного поведения своих старших сестёр, Мисти решает покинуть стадион с целью стать лучшим тренером водных покемонов. Во время рыбалки она случайно вместо покемона поймала на удочку главного героя аниме — Эша Кетчума. Эш, пытаясь спасти израненного Пикачу, угоняет у неё велосипед, чтобы побыстрее доставить своего покемона в Центр покемонов. По дороге на Эша и Пикачу нападает стая Спироу, и Пикачу, дабы спасти Эша, выдаёт мощнейший электрический заряд, который приводит велосипед в негодное состояние. С этого момента Мисти начинает путешествовать вместе с Эшем: с одной стороны, чтобы вернуть велосипед, а с другой — чтобы помочь ему на пути становления Мастером Покемонов. В скором времени Эш узнаёт, что Мисти — лидер стадиона города Церулина, и, как тренер, вызывает свою спутницу на бой, после чего получает один из своих значков.
Ко второму сезону Мисти напрочь забывает о велосипеде и продолжает путешествовать вместе с Эшем и Броком. Среди многих фанатов бытует мнение, что Мисти неравнодушна к Эшу: в песне американской версии «Misty’s Song» это говорится напрямую, кроме того, есть множество фактов, по мнению фанатов, намекающих на это. Тем не менее один из создателей аниме Масамицу Хидака сказал, что взаимоотношения у Эша и Мисти ближе к взаимоотношениям брата и сестры, чем к романтическим. Мисти путешествовала в составе трио с Эшем и Броком вплоть до конца пятого сезона. К концу оригинального сериала сёстры говорят Мисти, что уезжают в мировое турне и отдают статус лидера стадиона именно ей, ввиду чего Мисти вынуждена покинуть компанию и вернуться в Церулин.
После этих событий Мисти появляется в аниме всего несколько раз — в «Новом поколении» всего в нескольких сериях, а в «Алмазе и Жемчуге» она лишь упоминается. Кроме того, её дальнейшая судьба показана в «Хрониках покемонов». В «Чёрном и Белом» она также упоминается.
В сериале XY и его продолжении XYZ она вообще не упоминается, как и бывшие попутчики Эша.
В сериале «Солнце и Луна» в честь двадцатилетия франшизы появляется вместе с Броком: сначала в двух эпизодах сезона «Солнце и Луна» — «Алола, Канто!» и «Столкновение регионов!», а затем и в сезоне «Солнце и Луна — Ультралегенды», в эпизодах «Алола, Алола!» и «В сердце пламень, в сердце камень!».
В последний раз она появляется в завершении истории Эша «Aim to Be Pokémon Master», где вместе с Броком несколько серий снова путешествует с Эшем и Пикачу.

### Другие появления
Мисти появляется в манге Pokémon: The Electric Tale of Pikachu, сделанной по мотивам первых двух сезонов аниме-сериала, и в ней она похожа на свой вариант, представленный в аниме. В другой манге, Pokémon Adventures, Рэд, главный герой первой сюжетной арки, встречает Мисти, когда члены Команды R захватили её Гаярдоса. После спасения покемона от преступников Мисти и Рэд сражаются на стадионе Церулина, а впоследствии становятся очень близкими друзьями. Кроме того, она появляется в манге Pokémon Pocket Monsters.

## История создания персонажа
В играх, где Мисти появилась изначально, её внешний вид разрабатывал дизайнер Кэн Сугимори, а в аниме художница Саюри Итиси чуть изменила её дизайн. Её сэйю, Маюми Иидзука, утверждает, что Мисти очень похожа на неё в плане характера, так как режиссёр попросил актрису «быть самой собой» во время озвучивания, и она моментально вжилась в роль. Иидзука как-то раз упомянула в своём блоге, что Мисти может появиться в сериале «Покемон: Алмаз и Жемчуг», но этого не произошло.
C английского слово «Misty», как и с японского «Касуми», переводится как «туманная».

## Отзывы и критика
Книга The Japanification of Children’s Popular Culture указывает, что в Мисти отражён образ заботы, и что именно этим она выделяется среди Эша и Брока. Здесь же отмечается, что в ней отражены и материнские черты, так как она заботится о своём покемоне Тогепи, который вылупился из яйца и стал принимать её за маму. Кроме того, в книге было отмечено, что в ней «необычно много женских черт» для персонажа мультсериала, в частности, её взрывной темперамент и одновременно чуткость и сентиментальность. Автор книги Anime Classics Zettai!: 100 Must-See Japanese Animation Masterpieces похвалил проработку персонажа и назвал Мисти одним из элементов, придающих аниме-сериалу своё очарование. Джозеф Джей Тобин, автор другой книги, Pikachu’s Global Adventure: The Rise and Fall of Pokémon, писал, что, хотя сюжет сериала сосредоточен в основном на Эше, отчётливо видно, что Мисти была рассчитана на женскую часть аудитории «Покемона». По мнению автора книги, Мисти, хоть и темпераментна и настойчива, она остаётся женственной, и именно поэтому она столь популярна среди девочек. IGN отмечал, что Мисти, может, и красива, но она далеко не единственный привлекательный женский персонаж в «Покемоне».
Проводились исследования, в которых мальчикам и девочкам показывали персонажа. Девочки сказали, что им легко себя ассоциировать с этим персонажем, в то время как мальчики оценили Мисти не так хорошо. С другой стороны, и мальчики, и девочки сошлись во мнении, что Мисти вместе с Броком формируют личность Эша и оказывают ему всяческую моральную поддержку. В другом исследовании дети назвали Мисти очаровательной и пылкой, в то время как студенты колледжа назвали её романтичной.